# Pholidotrope
Pholidotrope is een geslacht van weekdieren uit de klasse van de Gastropoda (slakken).

## Soort
- Pholidotrope gloriosa Herbert, 2012